# Brachychitonsläktet
Brachychitonsläktet (Brachychiton) är ett växtsläkte familjen malvaväxter med 11 arter som förekommer i Australien och på Madagaskar. Några arter odlas som krukväxter i Sverige. De är också vanliga parkträd i varmare länder.

## Dottertaxa tillBrachychiton, i alfabetisk ordning[1]
- Brachychiton acerifolius
- Brachychiton acuminatus
- Brachychiton albidus
- Brachychiton allochrous
- Brachychiton australis
- Brachychiton bidwilli
- Brachychiton carneus
- Brachychiton carruthersii
- Brachychiton chillagoensis
- Brachychiton collinus
- Brachychiton compactus
- Brachychiton discolor
- Brachychiton diversifolius
- Brachychiton excellens
- Brachychiton fitzgeraldianus
- Brachychiton garrawayae
- Brachychiton grandiflorus
- Brachychiton gregorii
- Brachychiton hirtellus
- Brachychiton incanum
- Brachychiton incarnatus
- Brachychiton megaphyllus
- Brachychiton muellerianus
- Brachychiton multicaulis
- Brachychiton obtusilobus
- Brachychiton paradoxum
- Brachychiton populneus
- Brachychiton roseus
- Brachychiton rupestris
- Brachychiton spectabilis
- Brachychiton tridentatus
- Brachychiton tuberculatus
- Brachychiton turgidulus
- Brachychiton velutinosum
- Brachychiton vinicolor
- Brachychiton viridiflorus
- Brachychiton viscidulus
- Brachychiton vitifolius
- Brachychiton xanthophyllus